# Котор
Ко́тор (черног. Котор/Kotor, серб. Котор/Kotor, хорв. Kotor, итал. Cattaro, лат. Acruvium, греч. Ασκρήβιον) — город в Черногории. Административный центр общины Котор. Расположен на берегу Которского залива Адриатического моря. Исторически Котор и окружающие его земли относятся к региону Далмация. Старая часть города находится под охраной ЮНЕСКО.

## Общее описание
Котор — административный, культурный, религиозный, образовательный и экономический центр Боки Которской.
На протяжении всей истории Котора и Которского залива основным занятием местных жителей были мореплавание и заморская торговля. Поэтому Котор стал одним из важнейших торговых центров этой части Адриатического побережья. В городе находится Морской музей Черногории, Институт биологии моря, морской факультет Университета Черногории, выросший из мореходной школы, имеющей трёхвековую историю, «Ассоциация судовладельцев Черногории» и братство моряков «Бокельска морнарица».
Из-за уникального смешения различных культур старый городской центр Котора был в 1979 году внесён в список всемирного культурного наследия под патронажем ЮНЕСКО.

## География

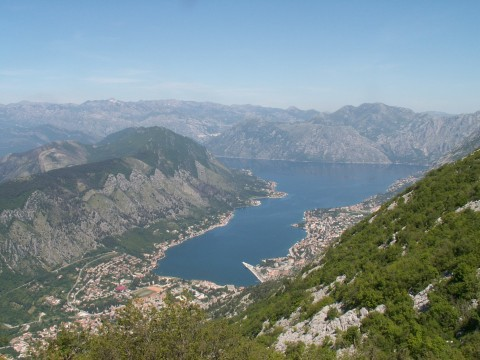
Вид на Котор и Которский залив летом

Котор расположен в юго-восточной части Которского залива, у подножия горного хребта Ловчен. Город расположился в основном вдоль береговой линии и в долине у склонов холма, достигающего в высоту 260 метров. Площадь Которского муниципалитета составляет 355 км².
Которский залив (черног. Бока Которска, итал. Bocche di Cattaro), один из наиболее глубоко врезавшихся вглубь материка частей Адриатического моря. Он состоит из нескольких малых заливов, соединенных между собой неширокими горловинами, вместе составляющих одну из лучших природных гаваней Европы. Долгое время существовало убеждение, что залив представляет собой фьорд, благодаря чему за ним закрепилось и до сих пор используется, прежде всего в туристической сфере, именование «самый южный фьорд в Европе». Однако согласно современным научным изысканиям, считается[кем?] что Бока Которска представляет собой остатки существовавшего здесь некогда речного каньона. В июле 2000 года Бока Которска была включена в перечень двадцати пяти красивейших заливов мира (остальные заливы из этого списка находятся в основном в скандинавских странах).

## Климат

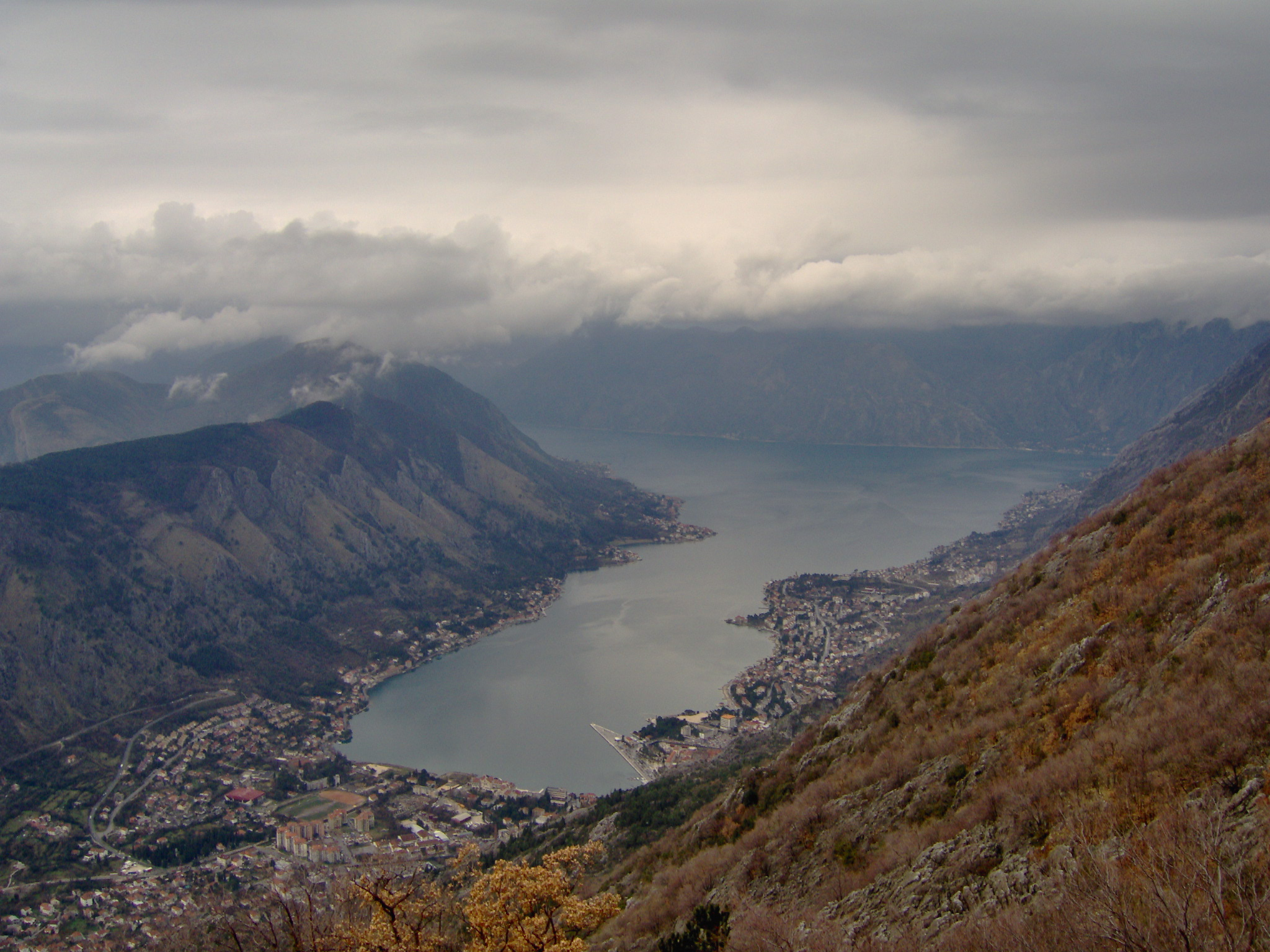
Вид на Котор и Которский залив зимой

Климат в окрестностях Котора отличается тёплым сухим летом и мягкой влажной зимой. Средняя годовая температура — 15,2 °C. Самый тёплый месяц — июль (25 °C), самый холодный месяц — январь (7,4 °C). По средней температуре осень теплее весны на 2,0 °C. В среднем в Которе за год выпадает 2 152 мм осадков. Большая часть осадков приходится на осенние (248 мм) и зимние (243 мм) месяцы, меньшая часть на летние месяцы (68 мм). Ветры преимущественно дуют с юго-востока и юга. С 15 мая по 10 октября температура моря выше 18 °C, и купальный сезон может продолжаться до 144 дней в году.

## Население
По переписи 2003 года в Которском муниципалитете было 22947 жителей. Из них 10741 черногорцев и 7094 сербов (47 % и 31 % от населения муниципалитета соответственно). Население собственно Котора составило 13176 жителей. Из них 6851 черногорцев и 3357 сербов (52 % и 25 % от городского населения соответственно).
Нижеприведенные цифры о городском населении Котора включают в себя также и население Доброты (пригорода Котора), так как оба этих населенных пункта на момент переписи фактически составляли один город (хотя Доброта официально считается отдельной административной единицей).
- Март 1981 — 10780
- Март 1991 — 12903
- Ноябрь 2003 — 13176 (Котор — 5341, Доброта — 7835)[5]

По данным той же переписи, в 2003 году в Которском муниципалитете проживало 17913 православных и 2832 католика (78 % и 12,5 % от населения муниципалитета соответственно). Собственно в городе Которе проживало 10142 православных и 1552 католика (77 % и 11,5 % от городского населения соответственно). Это один из самых высоких процентов жителей католического вероисповедания в стране.
В городе работали штаб-квартиры различных национальных организаций, таких как Сербское певческое общество «Единство» и Хорватское гражданское общество Черногории.

## Религия
В Которе в наши дни православных значительно больше, чем католиков, однако католических церквей больше, чем православных. Это связано с тем, что на протяжении большей части истории города в политическом плане в Которе доминировало католическое население, его представители составляли городскую знать. При этом доля православного населения постепенно росла, пока не стала преобладающей.
На сегодняшний день две общины в значительной мере объединены путём заключения смешанных браков: в местной прессе описывается неофициальное правило, когда в семьях, где один из супругов придерживается католичества, а другой православия, сына крестят в церкви, к которой принадлежит отец, а дочь в церкви, к которой принадлежит мать.
Небесным покровителем Котора считается святой Трифон, так как в 809 году (до раскола между католиками и православными) которский горожанин Андрия Сараценис выкупил святые мощи у венецианского купца, привезшего их из Константинополя. Тогда же был построен первый городской храм во имя этого святого.

### Православие

Католическая и Православная церковь Св. Луки

В Которе расположена ризница Сербской Православной Церкви, где хранятся иконы, архивные документы, рукописные и первопечатные книги. Здесь, например, хранится указ австрийского императора Франца Иосифа I от 1874 года об учреждении Которско-Дубровницкого православного епископата. Указ был издан на трех языках (немецком, итальянском и сербском), причем сербскую версию император подписал кириллицей.
На сегодняшний день большинство православных храмов города подчиняются Черногорско-Приморской митрополии Сербской Православной Церкви. Однако есть и маленький храм-часовня Св. Петра Цетинского, подчиняющийся неканонической Черногорской Православной Церкви.
Основной православный собор Котора — храм Св. Николы, который открыт круглый год (в 2009 году праздновалось его 100-летие). Также действует небольшая церковь Св. Луки, однако она большую часть года стоит закрытой и открывается только для торжественных событий (свадеб и крестин) и на время туристического сезона.

### Католичество

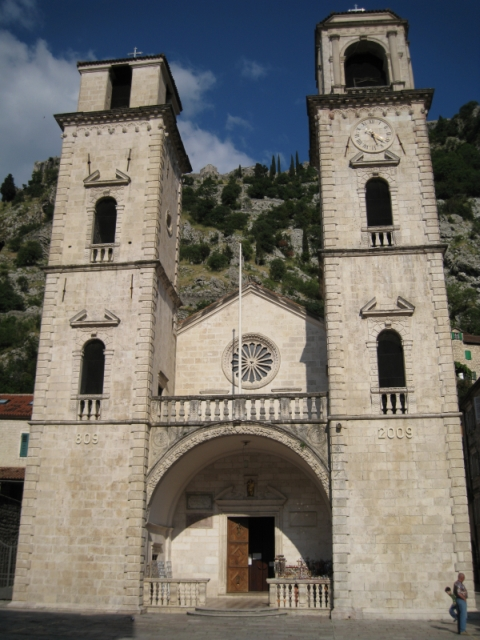
Католический кафедральный собор Св. Трифона

Котор является центром Которской католической епархии, которая охватывает весь залив, и местопребыванием католического епископа. Впервые Которская епархия упоминается в документе 530 года.
Хотя католических церквей в городе много, большинство из них стоят закрытыми из-за недостатка прихожан и открываются только на время туристического сезона (для посещения туристами или для проведения концертов).
Основным католическии храмом города является кафедральный собор Святого Трифона, в своем сегодняшнем виде построенный в 1166 году на месте предыдущего (сейчас в нём в основном молятся католики-миряне и служит мессы епископ). В 2009 году в Которе прошли празднества, приуроченные к 1200-летию обретения мощей святого. В связи с этим Папа Римский Бенедикт XVI на весь год объявил собор Св. Трифона малой папской базиликой. Также действует церковь Св. Клары при женском францисканском монастыре (в ней в основном молятся сами монахини).
В Которе родилась католическая святая Осанна Которская.

## История
История поселений в Боке Которской начинается в очень древние времена. В пещерах окрестных гор были найдены различные инструменты и керамические изделия, свидетельствующие о том, что человек жил в этих местах с периода неолита, на что указывают также и рисунки на стенах пещеры в Липцах. В античные времена здесь жили племена иллирийцев.

### Римский и византийский период (168 до н. э. — 1185 н. э.)

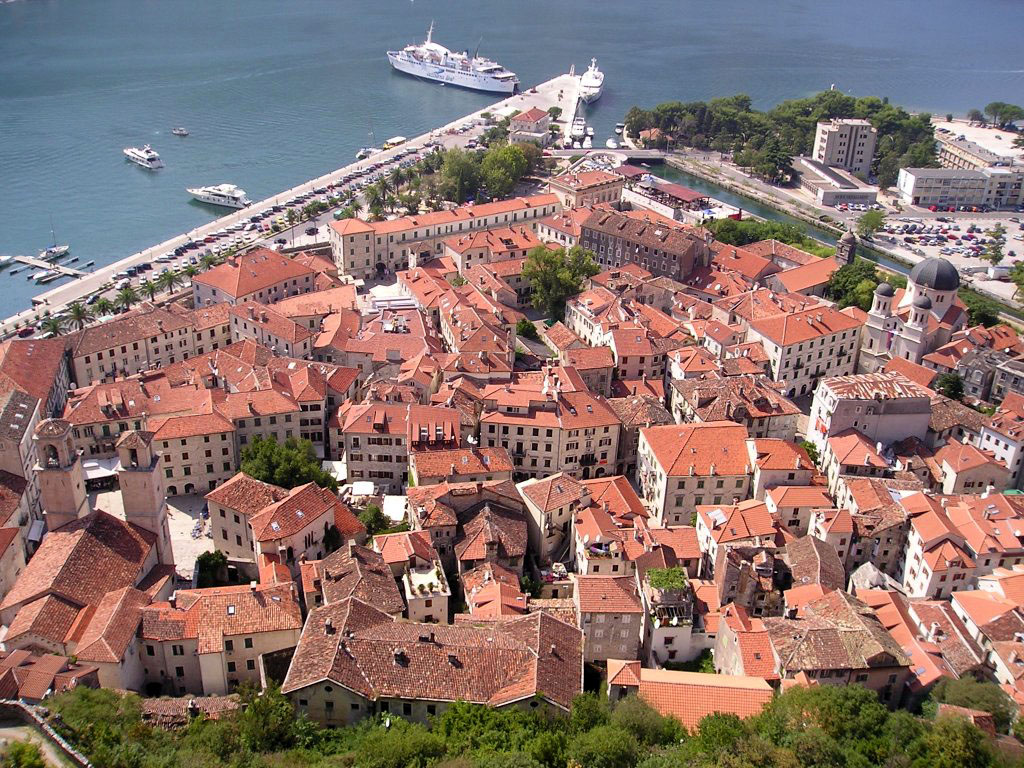
Вид на Старый Город

Римляне начали завоевывать эти земли с III века до н. э., и с 168 года до н. э. здесь правил Рим (а после его падения в 476 году — его наследница Византия). Именно тогда впервые упоминается Котор. В те времена он был известен как «Акрувиум», «Аскрувиум» или «Аскривиум», и относился к древнеримской провинции Далмация. В I веке н. э. город упоминается у Плиния Старшего, как «Аскривиум» (Askrivium), а во II веке — у Птолемея, как «Аскруйон» (̉Ασκρούϊον).
В последующие годы Котор стал центром Боки Которской, именно поэтому залив и носит его имя.
Во времена византийского правления Котор носил название «Декадерон», «Декатерон» или «Декатера» (от древнегреческого «katareo» — «богатый горячими источниками»). Хотя есть и другая версия происхождения названия. Византийский император Константин VII Порфирогенет (Багрянородный) в X веке пишет в своем труде «Об управлении империей»:

«Название города „Декатера“ на языке римлян означает „суженный и окруженный“, поскольку морской залив врезается в сушу в виде языка на 15 или 20 миль, а сам город находится на его конце.»

В 535 году, после изгнания готов, византийский император Юстиниан построил над городом крепость. Второй город, называемый «нижним», по сообщению Константина Багрянородного, возник на холмах вокруг в X веке.
В 840 году город был разграблен арабскими пиратами, базировавшимися на Сицилии и Крите и устраивавшими набеги на города побережья Адриатики.
Византийское правление в Которе несколько раз прерывалось. Так, в 1002 году город был оккупирован Первым Болгарским Царством, но уже в следующем году болгарский царь Самуил уступил Котор Сербии. Однако горожане восстали в союзе с Дубровником, и через некоторое время власть Византии была восстановлена. В середине XI века городом некоторое время правил представитель местной славянской династии Воиславлевичей, правителей примыкающего к Боке Которской княжества Зета.
До XI века Котор был в основном романоязычным городом, где говорили на далматинском языке. С тех пор город, известный уже под итальянским названием «Каттаро», на долгие годы стал одним из самых значимых далматинских городов.
Византия правила Котором до 1185 года.

### Сербский период (1185—1371)

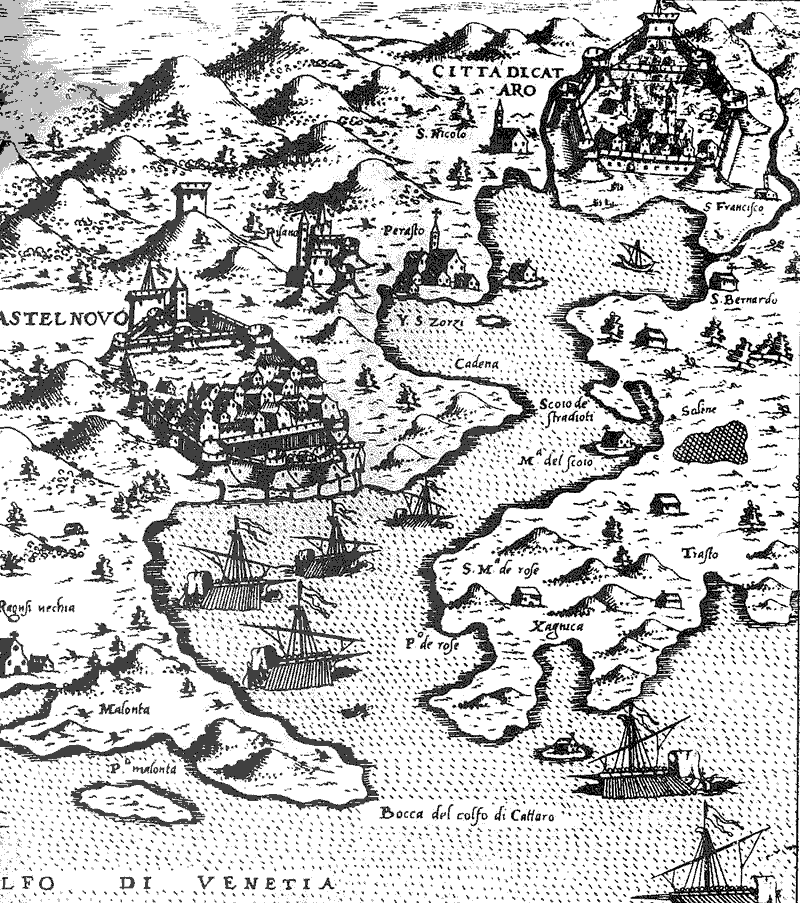
Старинная карта Которского залива

В 1185 году великий жупан Сербии Стефан Неманя, основатель сербской королевской династии Неманичей, в ходе кампании присоединения Зеты к Сербии триумфально въехал в Котор, который сдался ему без боя. Князь пощадил город и построил в нём величественную крепость.
Котор вошел в состав Сербии как вассальное государство, сохранив в неприкосновенности свои институты власти и своё право заключать мир и объявлять войну. В то время здесь уже находилась резиденция епископа, а в XIII веке были основаны доминиканский и францисканский монастыри.
В 1241 году, в ходе вторжения татаро-монголов в Европу, одна из армий Орды под руководством Кадана, внука Чингиз-хана, осадила Котор и сожгла его, однако город быстро оправился.
С 1185 по 1371 год Котор был важным торгово-ремесленным центром средневекового Сербского государства, самоуправляемой зависимой республикой, специализирующейся на морской торговле. Сербские князья и короли из рода Неманичей через Котор и ряд других прибрежных городов поддерживали связь с Западной Европой. В этот период Котор испытывал значительный экономический и культурный подъём, его торговля конкурировала с близлежащей Дубровницкой республикой и вызывала зависть Венеции.
Однако в 1371 году династия Неманичей пресеклась, а вместе с ней прекратилось и сербское владычество в Которе.

### Период независимости (1371—1420)
С 1371 года на протяжении около полувека Котор с прилегающими землями являлся фактически независимой городской патрицианской республикой, хотя официально признавал покровительство иноземных монархов.
С 1371 по 1384 год правителем Котора являлся король Венгрии и Хорватии Людовик I Великий.
С 1384 по 1391 год властителем Котора считался король Боснии Твртко I.
С 1391 по 1420 год Котор был полностью самостоятельным аристократическим городом-государством, управляемым избираемым нобилями князем (на латыни этот титул звучит как «rector», «prior» или «comes»).
Однако после поражения сербского войска в 1389 году в битве на Косовом Поле турецкое завоевание становилось всё более и более вероятным.

### Венецианский период (1420—1797)

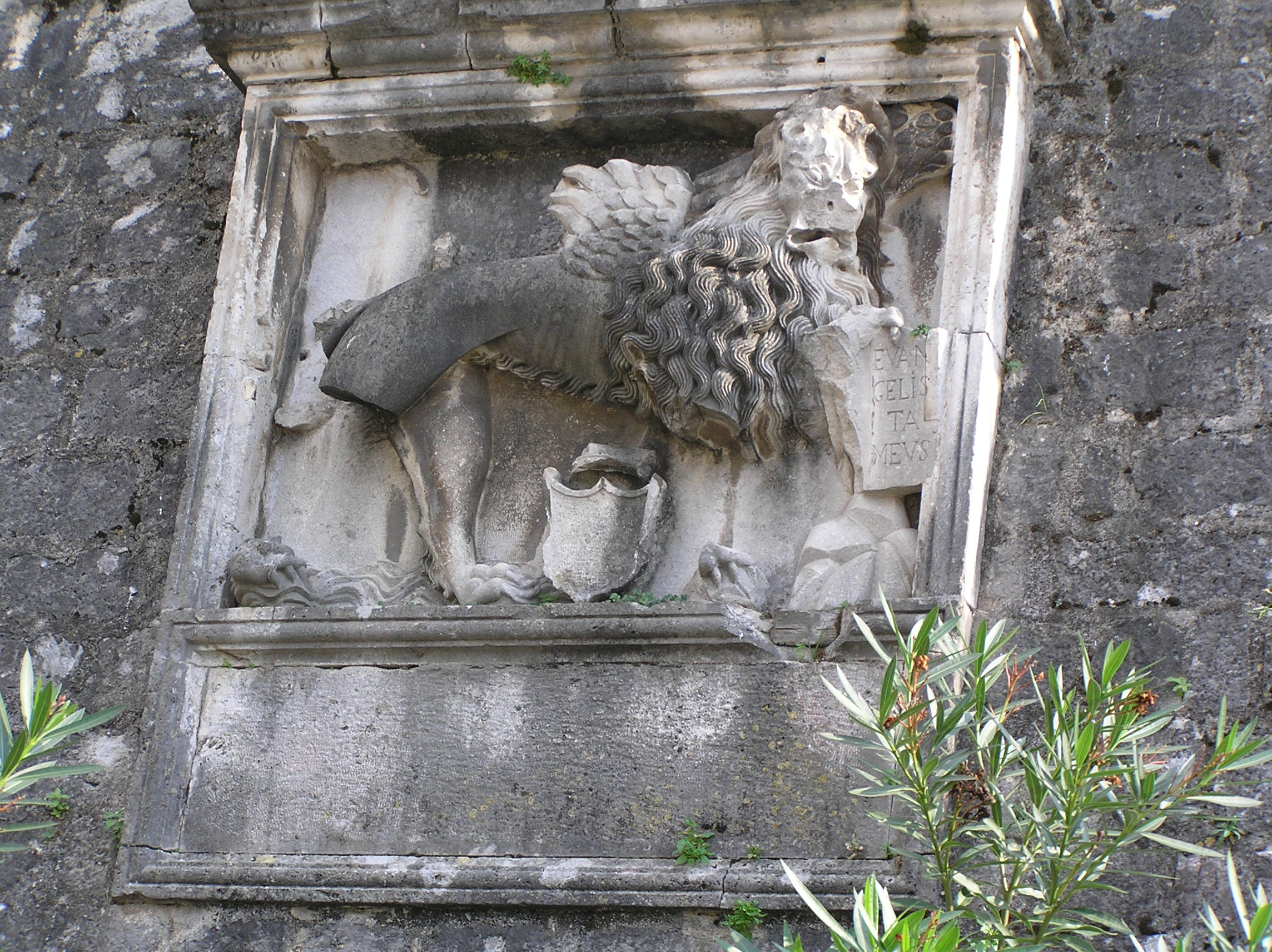
Венецианский лев на городских стенах

Перед угрозой вторжения Османской империи в 1420 году народ Котора в соответствии с решением Большого городского совета (лат. Consilium maius) добровольно перешёл под управление Венецианской республики и под её защиту. C этого момента князь не избирается. Его заменяет наместник Венеции (итал. providur). В начале XV века под венецианскую защиту переходят и другие значительные города адриатического побережья Далмации — Задар, Шибеник, Трогир и Сплит.
Город находился под властью Венеции до 1797 года. На протяжении почти четырёх столетий Котор и Бока Которска были частью провинции Венецианской республики, называвшейся «Албания Венета». Эти четыре века дали городу типичную венецианскую архитектуру и до сих пор определяют его внешний облик.
Учитывая, что почти всё время венецианского господства Котор и Бока Которска были полем битвы с Османской империей (чьи владения начинались в нескольких часах пути от городских стен), этот период можно назвать самым драматическим в истории города. Турки были очень упорны в стремлении захватить Котор, так как контроль над ним позволял контролировать всю Боку Которску. Однако, несмотря на неоднократные попытки, город так и не был завоеван, в отличие от Рисана или Херцег-Нови.
Так, в 1539 году один из лучших турецких флотоводцев адмирал Хайруддин Барбаросса с 70 кораблями и 30000 солдат осадил город с моря, однако после четырёх дней осады был вынужден отступить.
В 1571 году турецкий флот под командованием Али-паши Муэдзин-Заде, который позднее был разбит у Лепанто, осаждал Котор с 9 по 16 августа, но успеха не имел.
Однако самой тяжелой считается осада 1657 года, во время Кандийской войны между Венецианской республикой и Османской империей. Мехмед-паша Варлац из Шкодера осадил Котор с 5000 солдат, которым противостояла вооруженная городская стража в числе 1000 человек. Осада продолжалась два месяца, но взять город туркам так и не удалось.
Обладая мощным флотом, насчитывающем в XVIII веке порядка 300 кораблей, Бока Которска являлась серьёзной военно-морской силой. Можно упомянуть, что в последнем в истории крупном сражении морских галер — битве при Лепанто 7 октября 1571 года — когда союзный флот христианских государств разбил турецкий флот, участвовала и которская галера «Св. Трифон» с 200 моряками под командованием капитана Иеронима Бизанти, дворянина из Котора. Хотя галера в этом сражении погибла, победа осталась за христианским флотом.
В 1657 году, во время Кандийской войны между Венецианской республикой и Османской империей, в Которе от турецкого вторжения укрылось множество православных христиан. Венецианская администрация города разрешила им использовать для православных обрядов церковь Св. Луки, поэтому в ней два алтаря — католический и православный. Службы по обоим обрядам велись 150 лет — до французской оккупации города.
Но турки не были единственным бедствием, угрожавшим городу. Не меньше он страдал и от природных катастроф, таких как эпидемии и землетрясения. Так, в 1422, 1427, 1457, 1467 и 1572 годах город посещала чума. Кроме того, Котор подвергался землетрясениям в 1537 и 1563 годах, и был почти полностью уничтожен Великим землетрясением 6 апреля 1667 года: было разрушено две трети всех зданий, в том числе колокольни собора Св. Трифона, погиб венецианский наместник Альвизе Фоскарини со всей своей семьёй.
Однако после всех напастей Котор снова поднимался и отстраивался. В 1698 году московский путешественник П. А. Толстой занёс в путевой дневник следующие сведения:
Город Катора имеет фортецу каменную и зело крепкую; половина тое фортецы есть при воде на ровном месте, а другая половина обведена по горе высоко для того, что имеют опасение от приходу по земле турецких людей. От тое Каторы живут турки в ближних местех, верстах в 6 и ближе; и всегда у катарцов и у перастян с турками бывают бои и часто бывает перемирье, когда, помирясь, имеют между собою и торги.

### Наполеоновские войны (1797—1814)

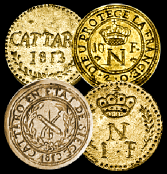
Монеты, отчеканенные в Которе под наполеоновским управлением (1813 год)

По Кампо-Формийскому договору в 1797 году город перешел от Венеции к монархии австрийских Габсбургов, но в 1805 году, по Пресбургскому договору, он был передан Итальянскому королевству как вассалу Французской империи Наполеона.
Для жителей прибрежных городов французская оккупация была крайне нежелательна, так как они жили в первую очередь заморской торговлей, а Наполеон в это время воевал с Англией, «владычицей морей». Переход Котора и окрестных земель под контроль Франции означал превращение всех которских кораблей в потенциальную военную добычу британского флота, блокирование для них всех портов Средиземного моря под английским контролем, и полную невозможность дальнейшей торговли.
Поэтому жители Боки Которской послали за помощью к владыке Черногории Петру Негошу в Цетинье, который в свою очередь отправил сообщение на остров Корфу, командующему Средиземноморской экспедицией русского флота адмиралу Дмитрию Сенявину. В феврале 1806 года русские корабли и черногорские отряды заняли города Боки, в том числе 28 февраля русская эскадра подошла к Котору. 2 марта австрийцы передали город представителям адмирала Сенявина.

Бокезцы немедленно присягнули на верность императору Александру I. Изгнанные австрийские гарнизоны на мелких судах были переправлены домой. Ликованию жителей города не было границ. Бокезцы от радости плакали, русских моряков целовали, обнимали, осыпали цветами, целовали полы их платья. Российские суда расцветились флагами и вместе с со всеми восемью фортами произвели салют в 101 выстрел; по всей области слышалась пушечная и ружейная пальба — весь день, до глубокой ночи, в знак радости; не только местные торговые суда, но и все дома и шлюпки украсились Андреевскими флагами.
— Военная энциклопедия
Сохранилось описание города, сделанное участником экспедиции В. Б. Броневским в его воспоминаниях:

«Не видя ещё укреплений, один взгляд на Катаро наводит ужас. Высокая, почти падающая скала, обнесена каменными стенами, по оврагам и чрезмерной крутизне неподражаемым образом улеплёнными. Крепость как будто опущена в котёл, над которым голые горы стоят наклонившись. На вершине виден замок; что бы взглянуть на него, надобно нагнуть назад голову, и устремить глаза вверх… Город построен при подошве горы у моря…»
— Записки морского офицера
После дальнейших совместных военных успехов русских и черногорцев митрополит Петр Негош обратился к Александру I с предложением о создании под протекторатом России Славяно-Сербского государства с центром в Дубровнике, включающее в себя и Котор. Но поражение русских войск под Фридландом 2 июня 1807 года привело к Тильзитскому миру, по которому русский царь уступил Боку Которскую Наполеону. 25 июля адмирал Сенявин получил царское повеление «сдать провинцию и город Боко-ди-Каттаро» французам. Эвакуация русских морских и сухопутных сил была закончена к 14 августа 1807 года.
После ухода русских французы контролировали город до 1813 года, а в 1810 Котор был присоединен к Иллирийским провинциям Французской империи.
В сентябре 1813 года митрополит Петр Негош овладел всей Бокой Которской, в том числе и Котором. На скупщине в селении Доброта было принято решение о присоединении побережья к Черногории в составе «Временной области двух объединённых автономий Черногории и Боки Которской». В 1814 году Петр Негош вновь обратился к Александру I с просьбой принять Черногорию под покровительство России, но император просил черногорцев оставить Боку Которскую, перешедшую к Австрии по решению Венского конгресса. 1 мая 1814 года черногорцы покинули Котор, лишившись с таким трудом завоеванного выхода к морю.

### Австрийский период (1814—1918)

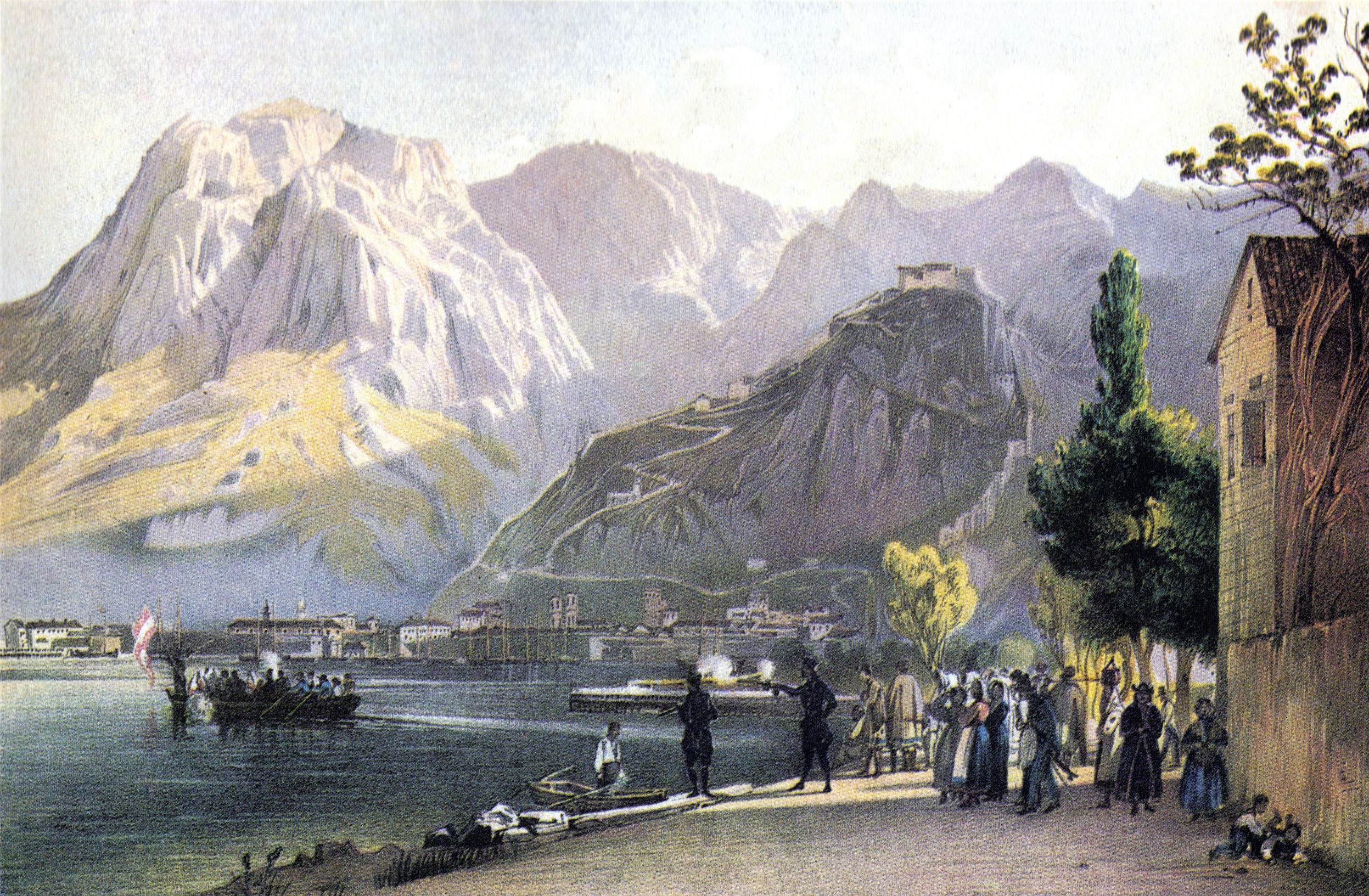
Акварель с видом на Котор (около 1840 г.)

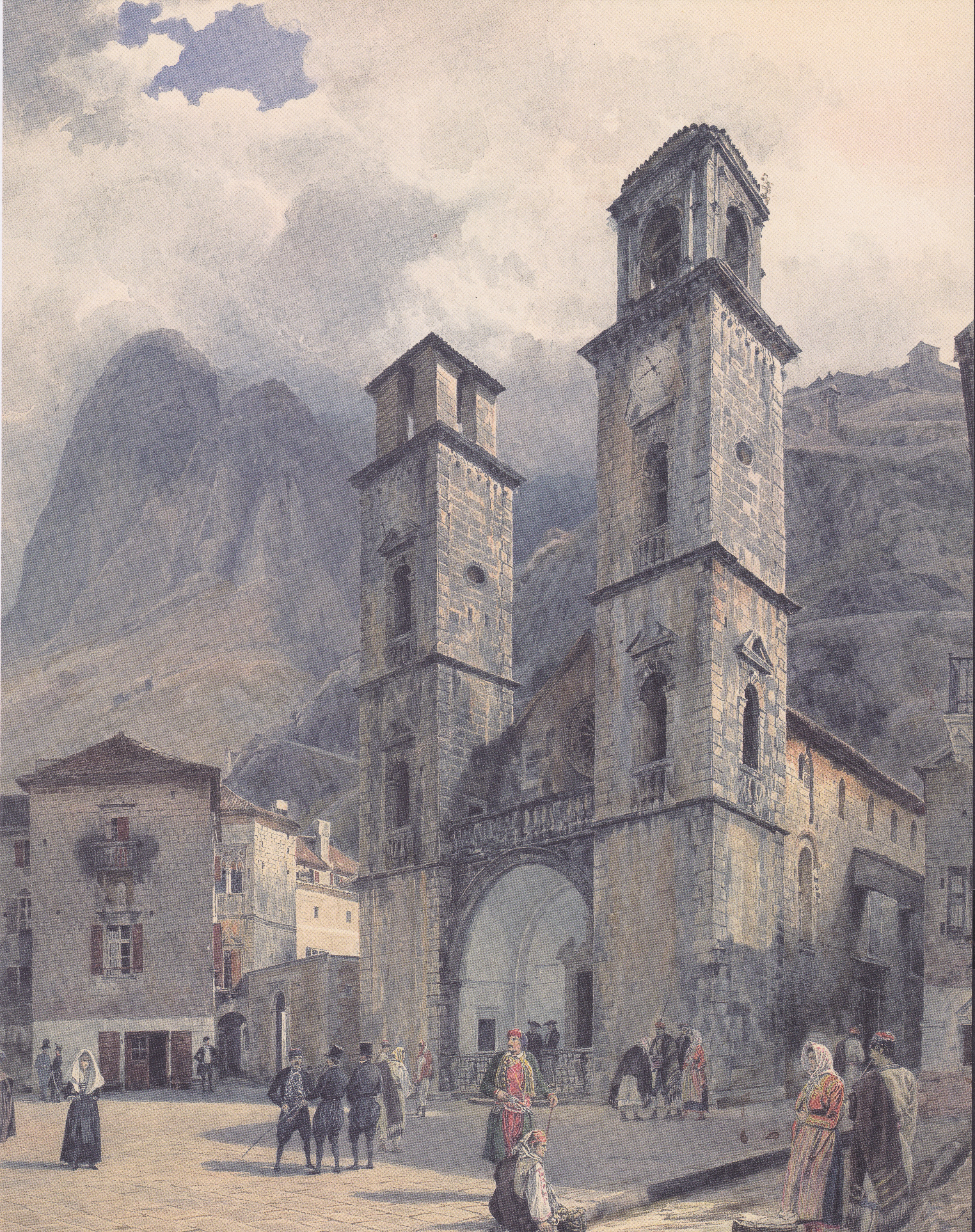
Акварель с видом на собор Св. Трифона — 1841

В составе Австро-Венгрии Котор был частью Далматинского королевства, и оставался под австрийским господством с 1814 до 1918 года. За более чем сто лет австрийского правления в Которе и его окрестностях произошло множество бунтов и восстаний среди местного населения.
Так, в 1869 году при попытке ввести обязательную военную службу в австрийской армии в Кривошье, горном плато на западном отроге горы Орен, вспыхнуло восстание местных жителей православного вероисповедания. Мятеж был подавлен силами австрийского экспедиционного корпуса, однако правительство Австро-Венгрии было вынуждено отказаться от идеи всеобщей воинской повинности. Но в итоге она была введена повторно в 1881 году, приведя к новому бунту среди православного населения, который также был подавлен. После этого Австрия начала масштабную реконструкцию военной гавани в заливе, стремясь сделать его неуязвимым от возможного нападения русских или черногорцев.
С другой стороны, период австрийского господства в Боке Которской также стал временем подъёма славянского национального самосознания. В Которе в XIX веке постоянно основываются различные сербские общества и открываются сербские учреждения: 1838 — Дворец Сербского Собрания с библиотекой, 1848 — Сербская Народная Школа под юрисдикцией православной церкви, 1862 — Сербская Национальная Стража, 1868 — Сербское Национальное Благотворительное Общество «Святой Георгий», 1869 — Сербская Православная Школа, 1899 — Кооператив Сербских Рабочих, 1901 — Сербский Кредитный Союз.
В 1874 году в Которе был учрежден Которско-Дубровницкий епископат Сербской Православной Церкви, а в 1909 году открыт православный храм Св. Николы — первая православная церковь в городе с 1657 года, когда в церкви Св. Луки начали вести службы по православному обряду.

### Первая мировая война и период между мировыми войнами (1918—1941)
В Первой мировой войне Котор был ареной жесточайших боёв между Черногорией и Австро-Венгрией. 1-3 февраля 1918 года здесь произошло Которское восстание матросов австро-венгерского флота. Восстали экипажи 40 судов, находившихся в Которской бухте (около 6 тысяч матросов — хорватов, словенцев, чехов, венгров) и рабочие порта. Сконцентрировав войска, австро-венгерское командование подавило восстание. Около 800 человек было арестовано, руководители восстания расстреляны.
С 1918 года, после поражения Австро-Венгрии в Первой мировой войне, город вошел в состав Королевства Сербов, Хорватов и Словенцев (с 1929 года — Королевство Югославия). С этого момента город стал называться Котором официально (до тех пор в документах был принят итальянский вариант «Каттаро»). До 1922 года Бока Которска представляла собой самостоятельный округ со столицей в Которе, а в 1922 году стала частью Зетской области (с 1929 года — Зетской бановины).
В 1920 году, более чем через сто лет после эскадры адмирала Сенявина, в Бока-Которском заливе вновь появились русские корабли, но теперь уже с остатками армии барона Врангеля и русскими беженцами. В лазаретах, открытых в районе Котора, беженцы получали медицинскую помощь, а потом расселялись по территории королевства.

### Вторая мировая война и послевоенный период (с 1941)

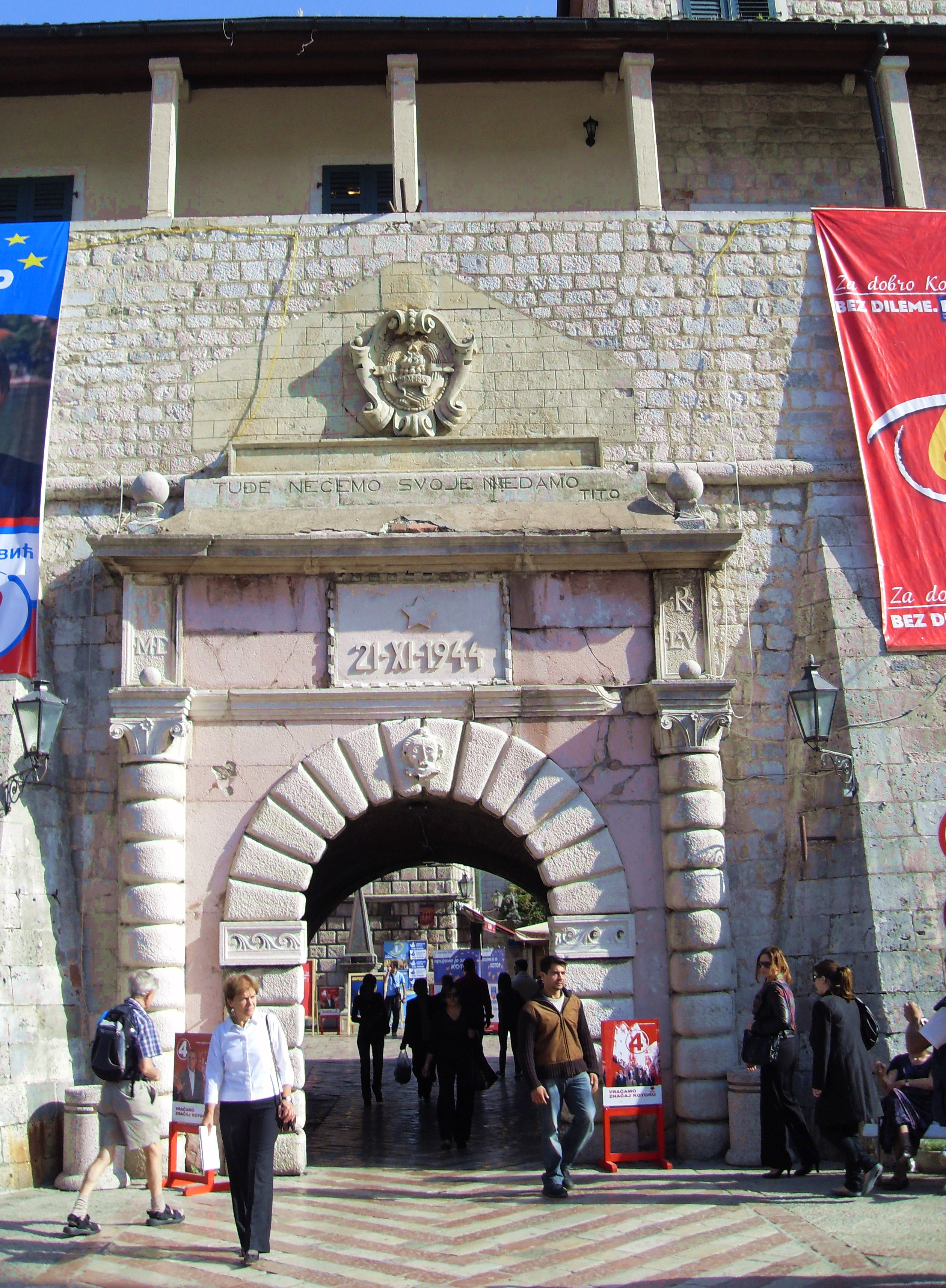
Морские ворота

После капитуляции королевской Югославии во время Второй мировой войны в 1941 году город был с оккупирован итальянским и немецкими войсками. Муссолини аннексировал территории вокруг Котора вместе с другими городами побережья Черногории и включил их в состав Италии. Все эти земли были частью итальянской «Губернии Далмации» (итал. Governatorato di Dalmazia) и назывались «Провинцией Каттаро» (итал. Provincia di Cattaro). Котор был освобожден в ноябре 1944 года. Ныне дата освобождения (21.XI.1944) высечена в камне над главными воротами Старого Города.
По окончании войны Котор, как часть Черногории, вошёл в состав возрожденной Югославии, теперь уже коммунистической.
15 апреля 1979 года на побережье Черногории произошло мощное землетрясение. Было около 100 жертв. Половина старого города была разрушена, собор Св. Трифона поврежден. После реставрации старый город Котора был взят под охрану ЮНЕСКО.
Во время  войн в Югославии в 90-е годы XX века в Которе военные действия не велись. В настоящее время город является частью Черногории.

## Культура и искусство

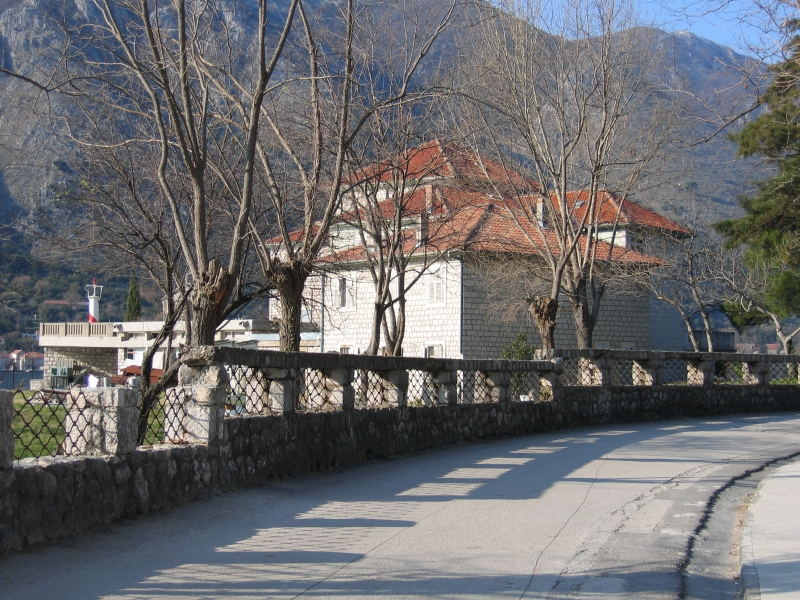
Здание Института биологии моря

В Которе расположен Морской музей Черногории, чья экспозиция рассказывает о развитии мореплавания в Боке Которской на всем протяжении её истории. Здесь можно увидеть портреты мореплавателей и модели кораблей, предметы интерьера из капитанских домов и коллекцию трофейного оружия, захваченного в морских битвах, старинные карты Адриатического моря и гербы знатных капитанских родов города и его окрестностей.
На протяжении веков в городе находится штаб-квартира старинного морского братства «Бокельска морнарица» (черног. Bokeljska mornarica) — профессионального общества моряков Боки Которской, которое с 1859 года действует как мемориальная организация охраны традиций. Каждый год моряки устраивают празднество «Бокельска ночь».
С 1997 года в городе действует неправительственная культурная организация «EXPEDITIO».
Ежегодно в Которе устраиваются различные фестивали культуры, такие как:
- Фестиваль искусств KotorART
- Которский фестиваль детского театра
- Которский международный летний карнавал

В городе работают:
- городская библиотека
- кинотеатр, оборудованный в бывшем здании церкви
- культурный центр «Никола Джуркович» с театром при нём
- картинные галереи, в которых можно увидеть работы местных художников

Также в Которе есть городской архив, в котором хранятся исторические документы, древнейший из которых датируется 1309 годом. При архиве действует музей и неправительственный центр сохранения исторических документов «NOTAR». В старом городе находится небезызвестный Музей кошек.

## Наука и образование

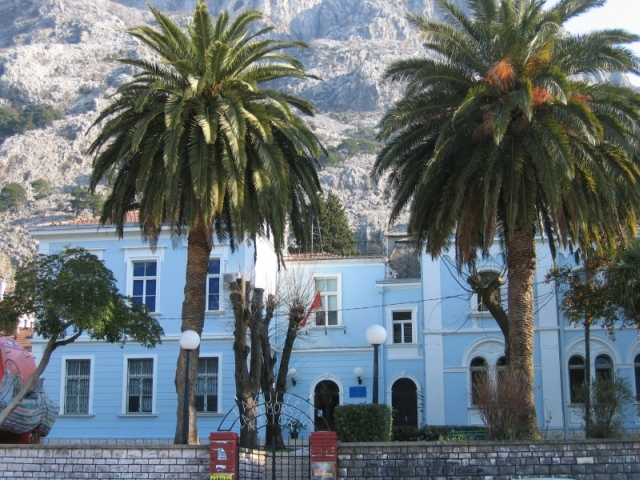
Здание морского факультета

В городе находятся несколько высших образовательных и научных учреждений, входящих в состав Университета Черногории:
- Институт биологии моря — научно-исследовательский центр, изучающий морскую флору и фауну.
- Морской факультет — наследник мореходной школы знаменитого капитана Марко Мартиновича.
- Факультет туризма и гостиничного бизнеса — его учебной базой является отель «VARDAR», одна из центральных городских гостиниц.

Кроме того, в Которе есть несколько учреждений школьного образования:
- Которская гимназия
- Средняя школа «NJEGOŠ»
- Средняя школа «SAVO ILIĆ»
- Морская школа
- Музыкальная школа «VIDA MATJAN»

Также в Муо, пригороде Котора, работает Международный центр делового образования Конфедерации независимых профсоюзов Черногории «SINDCENTAR».

## Здравоохранение
Можно упомянуть следующие медицинские учреждения Котора:
- Центральная городская больница (включающая в себя аптеку)
- Общественная поликлиника
- Специальная психиатрическая больница
- Ветеринарная станция

## Экономика
Во времена Югославии в Которе действовал шарикоподшипниковый завод. На данный момент он не работает, корпуса стоят пустые.
Ранее в городе располагался офис крупной морской компании «JUGOOCEANIA», однако она обанкротилась, и её здание было продано инвесторам, которые планируют построить на его месте пятизвёздочный отель.
В заливе ведут промысел несколько рыболовецких кораблей (в том числе единственный крупный сейнер «Sveti Matja»). Имеется небольшое рыбоконсервное производство.
Кроме того, в Которе расположен главный офис крупнейшей черногорской заправочной компании — «JUGOPETROL AD KOTOR» (40 АЗС в разных городах Черногории).
Основная же составляющая экономики города — туризм.

## Туризм

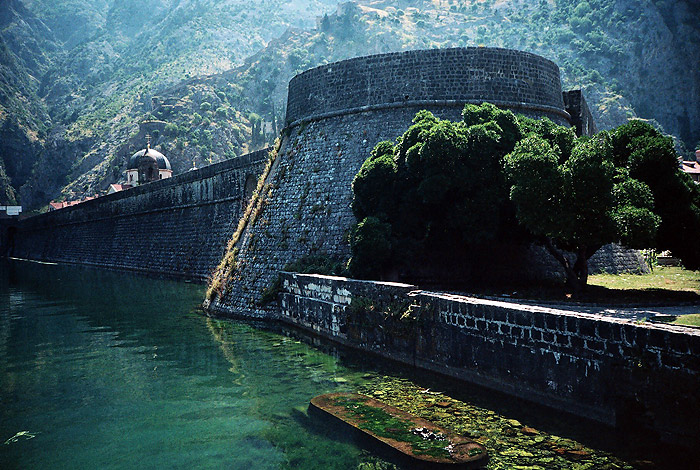
Вид на городские стены со стороны реки

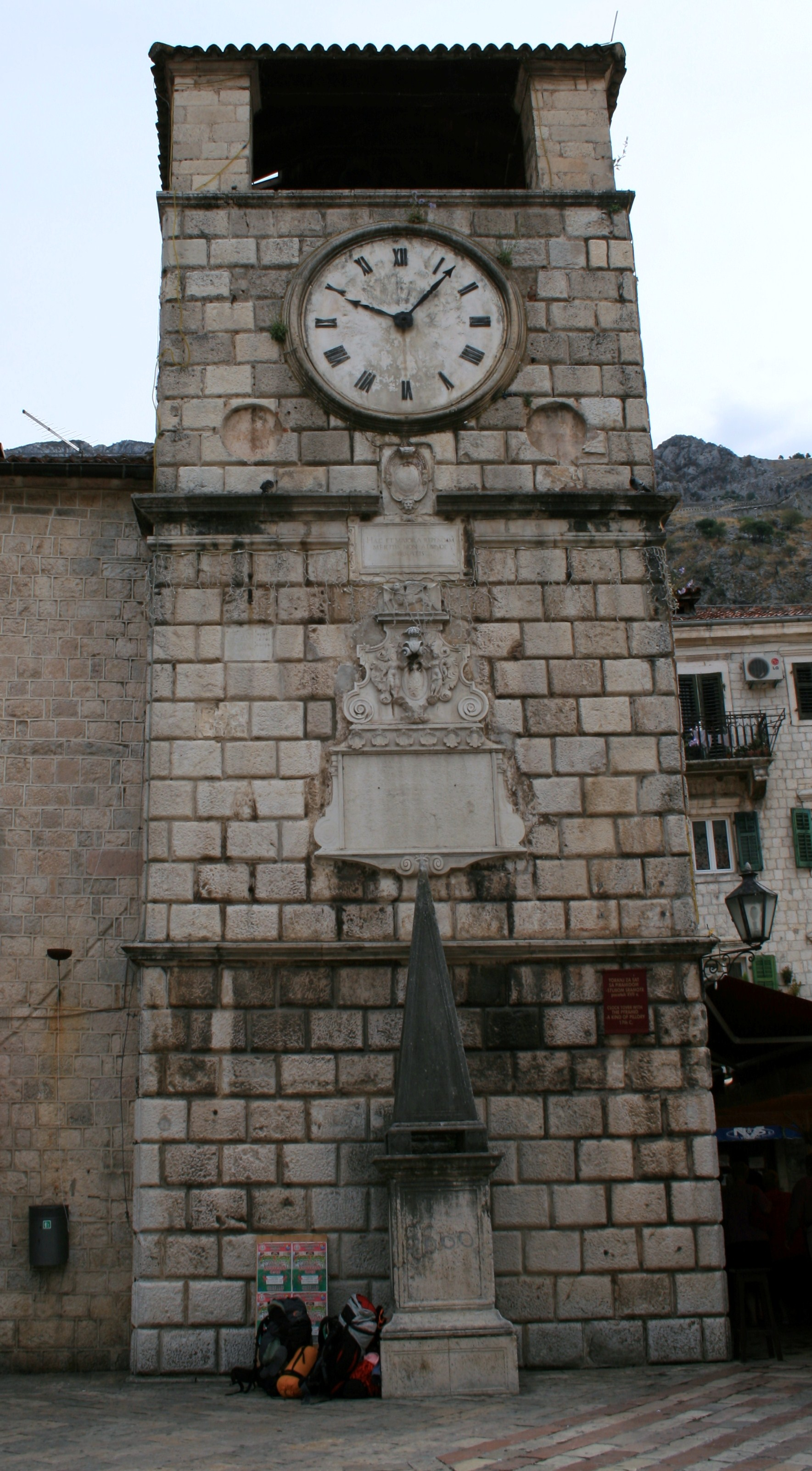
Часовая башня на площади Оружия

В последние годы Котор привлекает всё больше гостей как природными красотами Которского залива, так и своим Старым Городом.
В городе также есть множество других интересных для туриста черт. Летом в Которе проходят празднества, такие как «Которский международный летний карнавал» или «Бокельска Ночь», которые посещают до 30000 туристов. Это одни из наиболее посещаемых летних туристических событий в Черногории.
В старом городе есть множество рыбных и мясных ресторанов и кафе, расположенных в старинных зданиях. Также при отеле «Cattaro» работает казино и ночной клуб «MAXIMUS».
В Которе расположено консульство Хорватии.

## Архитектура и достопримечательности

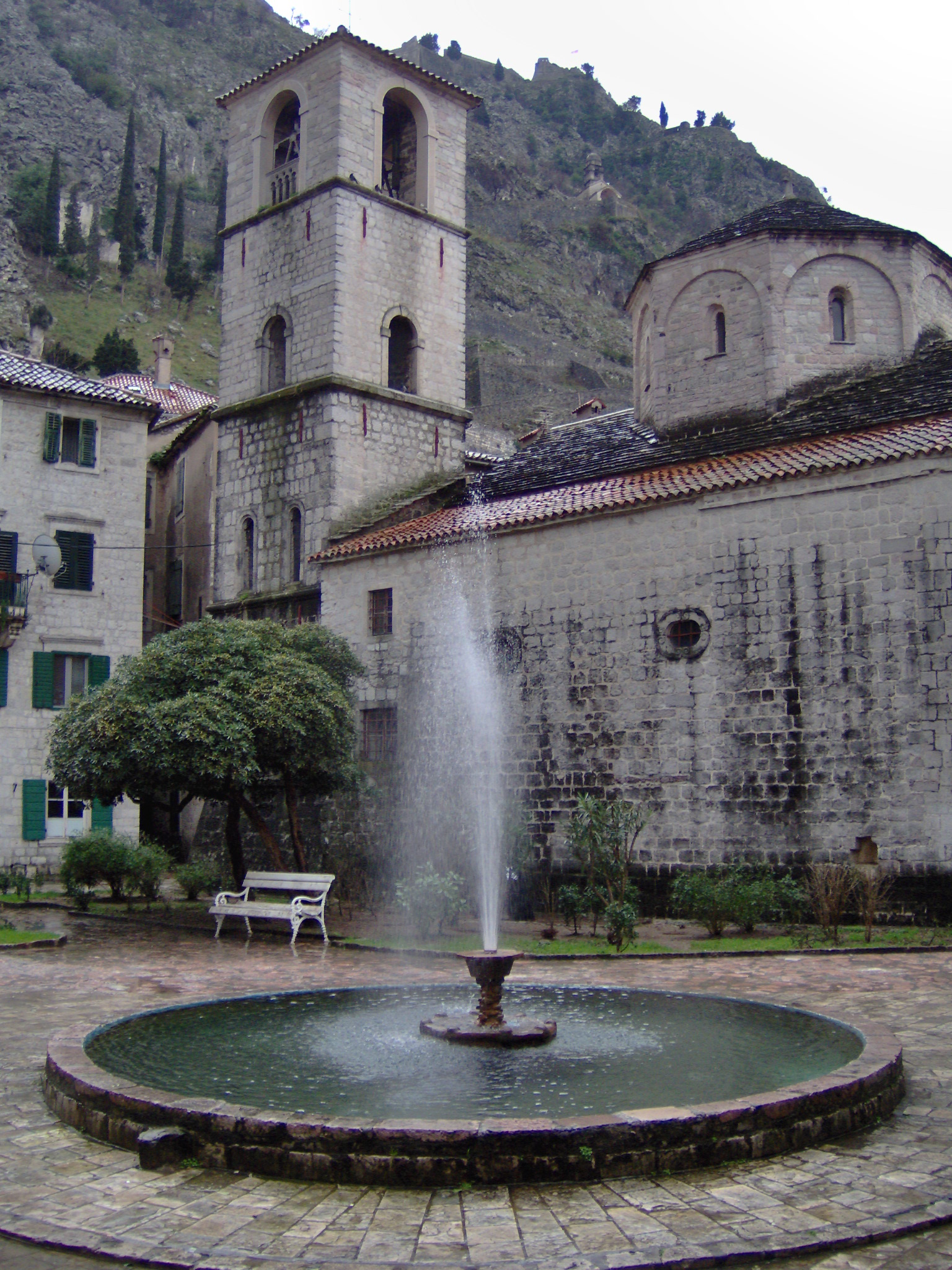
Церковь Св. Марии на Реке («Блаженная Осанна»)

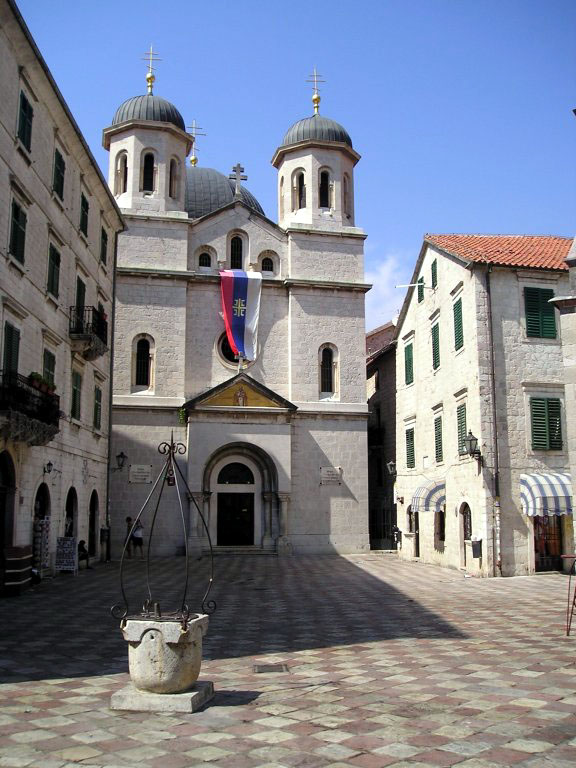
Сербский православный храм Св. Николы

Старый город Котора по праву считается одним из наиболее хорошо сохранившихся средневековых городских центров на Адриатике, внесенных ЮНЕСКО в список всемирного культурного наследия. С 1420 по 1797 год Котор и его окрестности находились под управлением Венецианской республики и венецианское влияние осталось доминирующим в архитектуре города.
Городские крепостные стены — непрерывно строились и перестраивались с IX по XIX век. Стены окружают старый город и поднимаются на каменистый холм, у склона которого расположился Котор. Длина их составляет 4,5 километра, высота — 20, а толщина — 16 метров. На вершине холма на высоте 260 метров над уровнем моря — крепость «Св. Иоанн» (итал. bastione di San Giovanni).
Городские ворота:
- Морские ворота (главные) — XVI век. Ворота, сложенные из массивных каменных блоков, ведут в проход в толще стены, правая сторона которого украшена готическим барельефом XV века, изображающим Мадонну с Христом, по бокам от которой стоят св. Трифон и св. Бернард.
- Ворота Гурдича (Южные) — отделены от дороги подъемным мостом над горловиной пещеры. В дождливые дни пресная вода вырывается из пещеры наружу и оттесняет морскую воду от стен. В летние дни речной поток исчезает в пещере и морская вода снова подступает к воротам.
- Речные ворота (Северные) — построены в память о победе Котора над знаменитым турецким адмиралом Хайруддином Барбароссой в 1539. Надпись над воротами гласит, что Барбаросса осадил город, имея 70 кораблей и 30000 солдат, но не смог захватить его.

Дворцы знатных родов Котора:
- Буча (начало XIV века)
- Бизанти (XIV век)
- Драго (XIV—XV века)
- Пима (конец XVII века)
- Бескуча (середина XVIII века)
- Грегурина — XVIII век (в наши дни в здании расположен Морской музей Черногории)

Княжеский дворец — XVIII век. В прошлом здесь располагалась официальная резиденция венецианского наместника.
Часовая башня — 1602 год. У подножия башни установлен позорный столб, перед которым ставили осужденных и зачитывали им приговоры.
Церкви:
- Кафедральный собор Святого Трифона — 1166 год. Перестроен после землетрясения 1667 года, когда были разрушены колокольни и часть фасада. Интерьер собора украшен фресками работы греческих мастеров. На фасаде собора сохранилась мемориальная доска, установленная в 1925 году в честь тысячелетия со дня коронования первого хорватского короля Томислава.
- Церковь Св. Луки — 1195 год. Первоначально храм был католическим, но в 1657 году, когда много православных укрылось в Которе от турецкого вторжения, венецианская администрация города разрешила им использовать церковь для православных обрядов, поэтому здесь два алтаря — католический и православный.
- Церковь Св. Марии на Реке — 1221 год. Здесь хранятся мощи Бл. Осанны Которской, поэтому горожане часто называют эту церковь «Блаженной Осанной».
- Церковь Св. Клары — XVIII век. Здесь хранится библиотека старинных рукописных книг, самая древняя из которых датируется X веком. Также в собрании есть книги, напечатанные в конце XV века Андрией Палташичем, первым южнославянским книгопечатником.
- Церковь Св. Михаила — XIV—XV века. Во дворе церкви хранится Лапидариум — собрание каменных резных гербов знатных которских родов.

За пределами городских стен можно упомянуть церковь Св. Матвея (1670 год), построенную на фундаменте более ранней средневековой церкви, и церковь Св. Евстахия (1773 год) в Доброте.

## Транспорт

### Морское сообщение

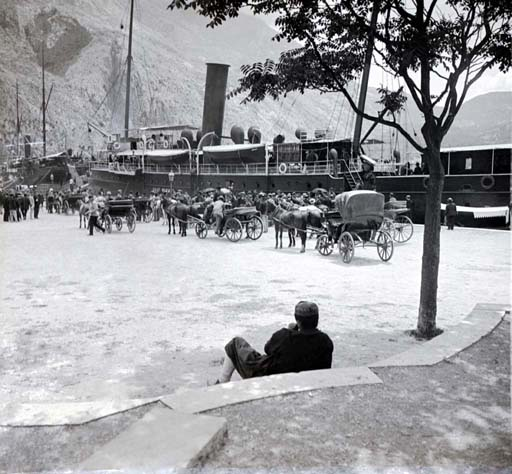
Пароход в порту Котора (1897 г.)

В течение туристического сезона в Которский морской порт регулярно заходят крупные круизные лайнеры. Также в порту есть яхтенная марина.
Которский причал способен принять только одно судно длиной до 300 метров, остальные корабли встают на рейд в заливе, а пассажиров доставляют к берегу тендерными катерами.
В Которе расположена штаб-квартира «Ассоциации судовладельцев Черногории (Содружества морских капитанов торгового флота Черногории)».

### Автосообщение
Тоннель «Врмац» соединяет Котор с Адриатическим шоссе, остальной частью побережья и внутренними районами Черногории. Есть также старинная живописная горная дорога, соединяющая Котор и Цетинье. Неподалёку от Котора действует паромная переправа Каменари-Лепетане через пролив Вериге, позволяющая не объезжать Боку Которскую на пути в Хорватию (в будущем на этом месте планируется строительство моста).
Также в Котор можно добраться автобусом из Подгорицы, в аэропорт которой весь год совершаются регулярные рейсы международных авиакомпаний.
Кроме того, в Котор можно доехать из аэропорта Дубровника (Хорватия) при условии соблюдения визового режима Хорватии.

### Авиасообщение
Тиватский аэропорт, один из двух международных аэропортов Черногории, расположен в 5 км от Котора. Отсюда совершаются регулярные рейсы в некоторые крупные европейские города (в том числе Москву и Санкт-Петербург и Киев). Во время туристического сезона (с апреля по октябрь) производятся ежедневные чартерные рейсы во многие другие города мира. Ночью рейсы не принимаются из-за отсутствия освещения взлетно-посадочной полосы (его планировалось установить в 2009 году). Аэропорт был перестроен в гражданский из военного аэродрома в конце XX века.

## Спорт
В Которе базируются и проводят домашние игры две профессиональные спортивные команды:
- Ватерпольный клуб «Приморац» (черног. VK «Primorac») — один из ведущих черногорских клубов по водному поло, чемпион Югославии и обладатель Кубка Югославии сезона 1985/1986, неоднократный чемпион Черногории и обладатель Кубка Черногории, победитель Евролиги и обладатель европейского Суперкубка сезона 2008/2009.
- Футбольный клуб «Бокель» (черног. FK «Bokelj») — участвует в чемпионате Черногории по футболу.

Оба клуба поддерживает группа болельщиков-фанатов, известных как «Бештии» (черног. Beštije). Группа действует с 1986 года.

## СМИ
В Которе действуют две FM-радиостанции:
- Муниципальное радио «Kotor» — 95.3 и 99.0 МГц
- Независимое радио «Skala» — 92.7 и 102.0 МГц

Местных печатных изданий в городе нет.

## Знаменитые уроженцы
См. также Родившиеся в Которе
- Светозар Марович — единственный президент Сербии и Черногории.
- Ранко Кривокапич — председатель Скупщины (парламента) Черногории.
- Драган Самарджич — адмирал, начальник Генштаба Вооруженных сил Черногории.
- Радола Гайда — чехословацкий генерал, военачальник.
- Осанна Которская — католическая святая.
- Андрия Палташич — издатель и книгопечатник.

## Города-партнёры
- Кель, Германия, с 2000 года
- Несебр, Болгария
- Санта-Барбара, Калифорния, США, с 2010 года
- Сегед, Венгрия
- Сиань, КНР, с 2013 года.

## Комментарии
1. ↑  Об этом упоминает «Летопись попа Дуклянина», рукопись анонимного автора середины XII века.